# Neolophonotus bezzii
Neolophonotus bezzii är en tvåvingeart som beskrevs av Jason Gilbert Hayden Londt 1986. Neolophonotus bezzii ingår i släktet Neolophonotus och familjen rovflugor.
Artens utbredningsområde är Etiopien. Inga underarter finns listade i Catalogue of Life.